# Ronde van Lombardije 2018
De 112e editie van de wielerwedstrijd Ronde van Lombardije werd verreden op 13 oktober 2018. Het parcours telde 241,8 kilometers. De ronde maakte onderdeel uit van de UCI World Tour. Titelverdediger was Vincenzo Nibali, die deze editie als tweede eindigde achter winnaar Thibaut Pinot.

## Deelnemende ploegen
Deze wedstrijd is onderdeel van de UCI World Tour. Naast de World Tour ploegen deden er nog vijf Pro-Continentale ploegen mee.
| WorldTour                                     | ProContinentaal               |
| --------------------------------------------- | ----------------------------- |
| AG2R La Mondiale                              | Androni Giocattoli-Sidermec   |
| Astana Pro Team                               | Bardiani CSF                  |
| Bahrain-Merida                                | Israel Cycling Academy        |
| BMC Racing Team                               | Team Fortuneo-Samsic          |
| BORA-hansgrohe                                | Wilier Triestina-Selle Italia |
| Team EF Education First-Drapac p/b Cannondale |                               |
| Team Dimension Data                           |                               |
| Groupama-FDJ                                  |                               |
| Lotto Soudal                                  |                               |
| Mitchelton-Scott                              |                               |
| Movistar Team                                 |                               |
| Quick-Step Floors                             |                               |
| Team Katjoesja Alpecin                        |                               |
| Team LottoNL-Jumbo                            |                               |
| Team Sky                                      |                               |
| Team Sunweb                                   |                               |
| Trek-Segafredo                                |                               |
| UAE Team Emirates                             |                               |

## Uitslag
| Ronde van Lombardije 2018 |                    |                        |          |
| Plaats                    | Naam               | Ploeg                  | tijd     |
| Winnaar                   | Thibaut Pinot      | Groupama-FDJ           | 5u53'22" |
| 2                         | Vincenzo Nibali    | Bahrain-Merida         | + 32"    |
| 3                         | Dylan Teuns        | BMC Racing Team        | + 43"    |
| 4                         | Rigoberto Urán     | Education First-Drapac | z.t.     |
| 5                         | Tim Wellens        | Lotto Soudal           | z.t.     |
| 6                         | Jon Izagirre       | Bahrain-Merida         | z.t.     |
| 7                         | Rafał Majka        | BORA-hansgrohe         | z.t.     |
| 8                         | Domenico Pozzovivo | Bahrain-Merida         | z.t.     |
| 9                         | Daniel Martin      | UAE Team Emirates      | + 48"    |
| 10                        | George Bennett     | Team LottoNL-Jumbo     | + 1'22"  |
|                           |                    |                        |          |
| 27                        | Sam Oomen          | Team Sunweb            | + 3'54"  |

1905 · 1906 · 1907 · 1908 · 1909 · 1910 · 1911 · 1912 · 1913 · 1914 · 1915 · 1916 · 1917 · 1918 · 1919 · 1920 · 1921 · 1922 · 1923 · 1924 · 1925 · 1926 · 1927 · 1928 · 1929 · 1930 · 1931 · 1932 · 1933 · 1934 · 1935 · 1936 · 1937 · 1938 · 1939 · 1940 · 1941 · 1942 · 1943 · 1944 · 1945 · 1946 · 1947 · 1948 · 1949 · 1950 · 1951 · 1952 · 1953 · 1954 · 1955 · 1956 · 1957 · 1958 · 1959 · 1960 · 1961 · 1962 · 1963 · 1964 · 1965 · 1966 · 1967 · 1968 · 1969 · 1970 · 1971 · 1972 · 1973 · 1974 · 1975 · 1976 · 1977 · 1978 · 1979 · 1980 · 1981 · 1982 · 1983 · 1984 · 1985 · 1986 · 1987 · 1988 · 1989 · 1990 · 1991 · 1992 · 1993 · 1994 · 1995 · 1996 · 1997 · 1998 · 1999 · 2000 · 2001 · 2002 · 2003 · 2004 · 2005 · 2006 · 2007 · 2008 · 2009 · 2010 · 2011 · 2012 · 2013 · 2014 · 2015 · 2016 · 2017 · 2018 · 2019 · 2020 · 2021 · 2022 · 2023 · 2024 · 2025
 Tour Down Under ·
 Great Ocean Road Race ·
 Ronde van Abu Dhabi ·
 Omloop Het Nieuwsblad ·
 Strade Bianche ·
 Parijs-Nice · 
 Tirreno-Adriatico · 
 Milaan-San Remo ·
 Ronde van Catalonië ·
 Gent-Wevelgem ·
 Dwars door Vlaanderen ·
 E3 Harelbeke ·
 Ronde van Vlaanderen ·
 Ronde van het Baskenland ·
 Parijs-Roubaix ·
 Amstel Gold Race ·
 Waalse Pijl ·
 Luik-Bastenaken-Luik ·
 Ronde van Romandië ·
 Eschborn-Frankfurt ·
 Ronde van Italië ·
 Ronde van Californië ·
 Critérium du Dauphiné ·
 Ronde van Zwitserland ·
 Ronde van Frankrijk ·
 RideLondon Classic ·
 Clásica San Sebastián ·
 Ronde van Polen ·
  BinckBank Tour ·
 Ronde van Spanje ·
 EuroEyes Cyclassics ·
 Bretagne Classic ·
 GP van Quebec ·
 GP van Montreal ·
 Ronde van Lombardije ·
 Ronde van Turkije ·
 Ronde van Guangxi